# Ишлей (деревня)
И́шлей (чув. Ишлӗ) — деревня в Вурнарском районе Чувашской Республики. Входит в состав Шинерского сельского поселения.

## География
Находится в центральной части Чувашии, на расстоянии приблизительно 16 км на северо-запад по прямой от районного центра посёлка Вурнары.

## История
Известна с 1747 года, когда в ней было учтено 119 жителями мужского пола. В 1763 году было учтено 175 мужчин, в 1795 — 59 дворов и 324 жителя, в 1858 — 145 жителей, в 1897 — 243 жителя, в 1906 — 57 дворов, 286 жителей, в 1926 — 67 дворов, 321 житель, в 1939 — 324 жителя, в 1979 — 235. В 2002 году имелся 51 двор, в 2010 — 43 домохозяйства. В 1931 году был образован колхоз «Ишлей».

## Население
Постоянное население составляло 108 человек (чуваши 99 %) в 2002 году, 92 — в 2010.